# Кафегидроцианит
Кафегидроцианит (англ. Kafehydrocyanite) — редко встречающийся и совсем недавно открытый минерал, относится к оксисолям. Химическая формула K4Fe(CN)6 * 3H2O. Назван по своему химическому составу. Имеет жёлтый цвет, низкую твёрдость по шкале Мооса. Растворяется в воде. Ядовит при неосторожном с ним обращении.

## Месторождения
- Медвежий Лог (Россия)